# سسک-چرخ‌ریسک ابروسفید
سسک-چرخ‌ریسک ابروسفید (نام علمی: Leptopoecile sophiae) یک گونه از پرندگان خانوادهٔ چرخ‌ریسکان دم‌دراز است. این گونه برای نخستین بار توسط نیکولای سورتزوف در سال ۱۸۷۳ توصیف شد. در تیان شان و چین مرکزی و همچنین در هیمالیا که عمدتاً در زمستان یافت می‌شود ساکن است. زیستگاه طبیعی آن جنگل‌های شمالی است.